# Ekkehart Stein

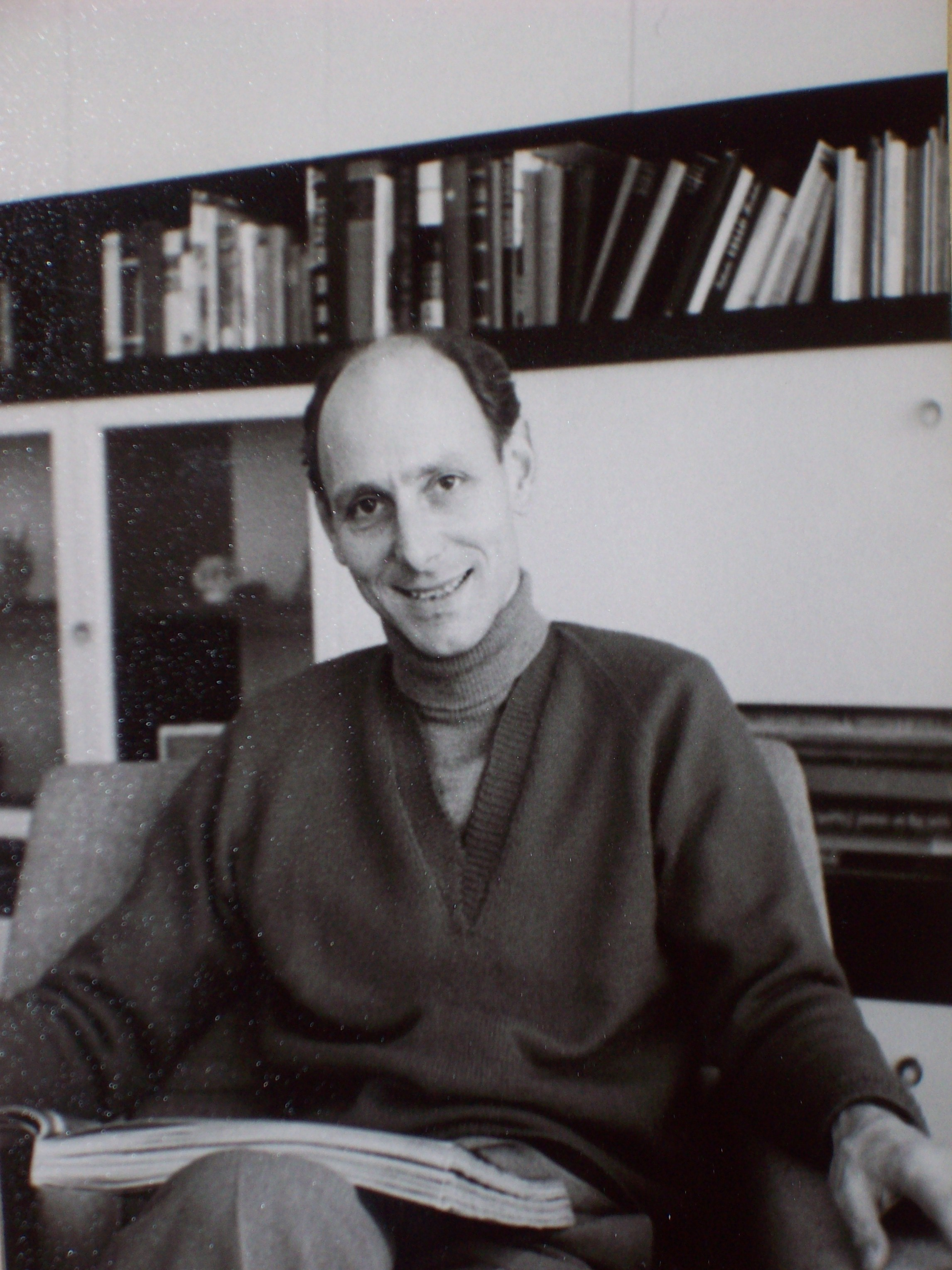
Ekkehart Stein

Ekkehart Stein (* 24. September 1932 in Breslau; † 3. Oktober 2008) war ein deutscher Staatsrechtler.

## Leben
Stein wurde als zweites Kind des Breslauer Denkmalpflegers Rudolf Stein geboren. Er ging in Breslau und Erfurt zur Schule und studierte danach in Berlin und Frankfurt am Main Rechtswissenschaft. 1957 wurde er mit der Dissertation Die Bindung des Richters an Recht und Gesetz in Frankfurt promoviert. Stein war Schüler von Helmut Ridder. Die Habilitation erfolgte an der Universität Bonn mit einem nachfolgenden Ruf an die Universität Kiel.
1968 wechselte Stein auf den ersten rechtswissenschaftlichen Lehrstuhl der Universität Konstanz, deren Dekan er für lange Zeit war. Sein Schwerpunkt war Staatsrecht. Sein Lehrbuch wird heute noch in der Lehre verwendet und ist inzwischen (2010) in der 21. Auflage erschienen.
Stein publizierte auch in anderen Wissenschaften wie Philosophie, Theologie und Atomphysik.

## Werke (Auswahl)
als Autor
- Ein Weg zu Gott für Freidenker. Verlag Die Blaue Eule, Essen 2003, ISBN 3-89924-058-8.
- Staatsrecht. 21. Aufl. Mohr Siebeck, Tübingen 2010, ISBN 978-3-16-150258-3. (Früherer Titel: Lehrbuch für Staatsrecht).
- Die rechtswissenschaftliche Arbeit. Methodische Grundlegung und praktische Tips. Mohr Siebeck, Tübingen 2000, ISBN 3-16-147449-X.
- Physisches und psychisches Sein. Struktur und Sinn. Verlag Die Blaue Eule, Essen 2000, ISBN 3-89206-976-X.
- Qualifizierte Mitbestimmung unter dem Grundgesetz. Zur verfassungsrechtlichen Problematik einer allgemeinen Einführung des Montanmodells. Europäische Verlagsanstalt, Köln 1976, ISBN 3-434-10097-0.
- Vermögenspolitik und Grundrechte. Zu verfassungsrechtlichen Grundlagen der Modelle von SPD, FDP und CDU. Kohlhammer, Stuttgart 1974, ISBN 3-17-002002-1.
- Gewissensfreiheit in der Demokratie. Mohr Siebeck, Tübingen 1971, ISBN 3-16-532731-9.
- Die Wirtschaftsaufsicht. Mohr, Tübingen 1967.
- Das Recht des Kindes auf Selbstentfaltung in der Schule. Verfassungsrechtliche Überlegungen zur freiheitlichen Ordnung des Schulwesens. Luchterhand, Neuwied 1967.
- Der Mensch in der pluralistischen Demokratie. Die Freiheitsrechte in Großbritannien. Europäische Verlagsanstalt, Frankfurt am Main 1964.
- Die Bindung des Richters an Recht und Gesetz. Dissertation, Universität Frankfurt/M. 1957.

als Herausgeber
- Wir gründen eine freie Schule. Heymann, Köln 1985, ISBN 3-452-20393-X.
- Handbuch des Schulrechts. Heymann, Köln 1988, ISBN 3-452-20297-6 (zusammen mit Monika Roell).
- Auf einem dritten Weg. Festschrift für Helmut Ridder zum 70. Geburtstag. Luchterhand Verlag, Neuwied 1989, ISBN 3-472-32327-2.